# Cocytia aurantiaca
Cocytia aurantiaca är en fjärilsart som beskrevs av Rothschild 1897. Cocytia aurantiaca ingår i släktet Cocytia och familjen nattflyn. Inga underarter finns listade i Catalogue of Life.